# Thrypticus fulgens
Thrypticus fulgens är en tvåvingeart som först beskrevs av Roser 1840.  Thrypticus fulgens ingår i släktet Thrypticus och familjen styltflugor.
Artens utbredningsområde är Tyskland. Inga underarter finns listade i Catalogue of Life.